# Nekrolog 1522
Nekrolog
◄◄
| ◄
| 1518
| 1519
| 1520
| 1521
| 1522 | 1523 | 1524 | 1525 | 1526 | ► | ►►
Weitere Ereignisse | Allgemeiner Nekrolog 1522
Die Beschreibung der verstorbenen Person sollte so kurz wie möglich gehalten sein und nur deren signifikante Tätigkeit(en) enthalten.
Neue Namen ggf. auch unter dem Geburts- und Sterbedatum, also etwa unter 1. Januar und im Geburts- und Sterbejahr (2024) eintragen (nur bei entsprechender großer Wichtigkeit). Für Beispiele siehe die schon vorhandenen Artikel.
Außerdem über die fünf zuletzt Verstorbenen, zu denen es einen ausreichend guten Artikel für eine Präsentation auf der Hauptseite gibt, nach der todesbedingten Überarbeitung der Artikel ggf. auch unter Wikipedia Diskussion:Hauptseite informieren und sie am besten auch in den anderen Wikipedia-Sprachversionen eintragen. Tipp: Regelmäßig bei news.google.de nach „ist tot“, „gestorben“ oder „verstorben“ suchen.
Wenn eine Person gestorben ist, gibt es viele Seiten zu dieser Person in der Wikipedia, die davon auch betroffen sind und entsprechend aktualisiert werden müssen. Beispiele: Namenübersichtsseite, Geburtsjahr, Geburtsort-Seiten und viele mehr.
Wie finde ich die betroffenen Seiten?
Im Suchfeld auf der linken Seite gibt man den Suchbegriff so ein: „Vorname Nachname“. Dann klickt man auf Volltext und alle Seiten mit entsprechendem Suchtext werden aufgerufen. Hier sieht man dann schnell, wo auch das Todesjahr Sinn macht oder sogar ein Teil des Artikels angepasst werden muss. Auch hilft das „Werkzeug“ auf der linken Seite sehr gut, um solche Seiten aufzufinden: „Links auf diese Seite“. Somit ist die Wikipedia wieder aktuell in allen Bereichen! Hinweis: bei Eintragung der Kategorie „Gestorben JAHR“ wird der Missbrauchsfilter 49 ausgelöst, was jedoch nicht schlimm ist. Siehe: Spezial:Missbrauchsfilter/49
Dies ist eine Liste von im Jahr 1522 verstorbenen bekannten Persönlichkeiten. Die Einträge erfolgen innerhalb der einzelnen Daten alphabetisch sortiert. Tiere sind im Nekrolog für Tiere zu finden.

## Januar
| Tag        | Name                      | Beruf, bekannt als                                              | Alter | Beleg |
| ---------- | ------------------------- | --------------------------------------------------------------- | ----- | ----- |
| 1. Januar  | Johannes Stabius          | Humanist, Naturwissenschaftler und Historiograph                |       |       |
| 25. Januar | Raffaello Maffei          | italienischer Humanist, Schriftsteller, Historiker und Theologe | 70    |       |
| 25. Januar | Wolfgang VI. von Dalberg  | deutscher Ritter, kurpfälzischer Amtmann in Oppenheim           |       |       |
| 27. Januar | Bernhard Medrizer         | österreichischer Zisterzienser, Abt des Stiftes Heiligenkreuz   |       |       |
| 28. Januar | Jakob Heller              | Frankfurter Patrizier, Ratsherr und Bürgermeister               |       |       |
| 29. Januar | Wolfgang I. von Oettingen | Graf von Oettingen                                              | 66    |       |

## März
| Tag      | Name                     | Beruf, bekannt als                                                       | Alter | Beleg |
| -------- | ------------------------ | ------------------------------------------------------------------------ | ----- | ----- |
| 28. März | Johan III. van Montfoort | Burggraf von Montfoort, Leiter der Haken im Haken-und-Kabeljau-Krieg etc |       |       |

## April
| Tag       | Name                          | Beruf, bekannt als                                       | Alter | Beleg |
| --------- | ----------------------------- | -------------------------------------------------------- | ----- | ----- |
| 10. April | Francesco Cattani da Diacceto | florentinischer Humanist und Philosoph                   | 55    |       |
| 23. April | Magdalena von Wirsberg        | Äbtissin                                                 |       |       |
| 26. April | Georg von Slatkonia           | katholischer Bischof von Wien                            | 66    |       |
| 27. April | Albert von Stein              | Schweizer Söldnerführer während der italienischen Kriege |       |       |

## Mai
| Tag     | Name                          | Beruf, bekannt als                                                            | Alter | Beleg |
| ------- | ----------------------------- | ----------------------------------------------------------------------------- | ----- | ----- |
| 20. Mai | Henry Bredemers               | flämischer Organist, Orgelspezialist und Musikpädagoge                        |       |       |
| 23. Mai | Johannes Schmalebecker        | Abt des Benediktinerklosters Liesborn (1490–1522)                             |       |       |
| 23. Mai | Ashikaga Yoshitane            | japanischer Shogun                                                            | 56    |       |
| 31. Mai | Georg III. Schenk von Limpurg | Bischof von Bamberg                                                           |       |       |
| Mai     | Johannes Werner               | deutscher Pfarrer, Mathematiker, Astronom, Astrologe, Geograph und Kartograph | 54    |       |

## Juni
| Tag      | Name                    | Beruf, bekannt als                                  | Alter | Beleg |
| -------- | ----------------------- | --------------------------------------------------- | ----- | ----- |
| 13. Juni | Piero Soderini          | florentinischer Staatsmann                          | 71    |       |
| 24. Juni | Elisabeth von der Pfalz | Landgräfin von Hessen-Marburg, Markgräfin von Baden | 38    |       |
| 24. Juni | Wolfgang von Baden      | Markgraf von Baden                                  | 38    |       |
| 25. Juni | Franchinus Gaffurius    | italienischer Kapellmeister und Komponist           | 71    |       |
| 28. Juni | Totto Machiavelli       | Bruder von Niccolò Machiavelli                      |       |       |
| 30. Juni | Johannes Reuchlin       | deutscher Philosoph und Humanist                    | 67    |       |

## Juli
| Tag      | Name               | Beruf, bekannt als                | Alter | Beleg |
| -------- | ------------------ | --------------------------------- | ----- | ----- |
| 5. Juli  | Antonio de Nebrija | spanischer Humanist und Philologe |       |       |
| 27. Juli | Anna von Isenburg  | deutsche Adlige                   |       |       |

## August
| Tag        | Name                                         | Beruf, bekannt als                                                    | Alter | Beleg |
| ---------- | -------------------------------------------- | --------------------------------------------------------------------- | ----- | ----- |
| 8. August  | Peter von Hertenstein                        | Leiter der Schweizergarde                                             |       |       |
| 11. August | Martin Siebenbürger                          | Wiener Bürgermeister                                                  |       |       |
| 13. August | Paolo Morando                                | italienischer Maler                                                   |       |       |
| 22. August | Wigand Gerstenberg                           | deutscher Chronist des Landes Hessen und der Stadt Frankenberg (Eder) | 65    |       |
| 24. August | Gaspard I. de Coligny, seigneur de Châtillon | Marschall von Frankreich                                              |       |       |
| 27. August | Giovanni Antonio Amadeo                      | italienischer Bildhauer und Baumeister                                |       |       |

## September
| Tag           | Name                      | Beruf, bekannt als   | Alter | Beleg |
| ------------- | ------------------------- | -------------------- | ----- | ----- |
| 14. September | Albrecht Rendl von Uschau | böhmischer Adeliger  |       |       |
| September     | Gavin Douglas             | schottischer Dichter |       |       |

## Oktober
| Tag         | Name                            | Beruf, bekannt als                     | Alter | Beleg |
| ----------- | ------------------------------- | -------------------------------------- | ----- | ----- |
| 1. Oktober  | Matthäus Schiner                | Bischof von Sitten und Kardinal        |       |       |
| 20. Oktober | Erich II. von Sachsen-Lauenburg | Bischof von Hildesheim und von Münster |       |       |
| 29. Oktober | Hieronymus Schulz               | Bischof von Brandenburg und Havelberg  |       |       |
| 30. Oktober | Jean Mouton                     | franco-flämischer Komponist und Sänger |       |       |

## November
| Tag          | Name            | Beruf, bekannt als                             | Alter | Beleg |
| ------------ | --------------- | ---------------------------------------------- | ----- | ----- |
| 14. November | Anne de Beaujeu | älteste überlebende Tochter von Ludwig XI.     |       |       |
| 28. November | Erik Valkendorf | vorletzter katholischer Erzbischof in Norwegen |       |       |

## Dezember
| Tag          | Name              | Beruf, bekannt als | Alter | Beleg |
| ------------ | ----------------- | ------------------ | ----- | ----- |
| 11. Dezember | Raffaele Petrucci | Kardinal           |       |       |

## Datum unbekannt
| Tag | Name                   | Beruf, bekannt als                                                    | Alter | Beleg |
| --- | ---------------------- | --------------------------------------------------------------------- | ----- | ----- |
|     | Alain d’Albret         | Herr von Albret, Vizegraf von Tartas, Graf von Graves und von Castres |       |       |
|     | Pierre Brissot         | französischer Mediziner                                               |       |       |
|     | Ramón Folch de Cardona | spanischer Heerführer, Vizekönig in Sizilien und Neapel               |       |       |
|     | Andreas Kunadis        | griechischer Kaufmann und Förderer griechischer Drucke in Venedig     |       |       |
|     | Fiorenzo di Lorenzo    | italienischer Maler                                                   |       |       |
|     | Hero Omken             | ostfriesischer Häuptling                                              |       |       |
|     | Juan de Padilla        | spanischer Dichter                                                    |       |       |
|     | Gregor Rainer          | Fürstpropst von Berchtesgaden                                         |       |       |
|     | Conrad Rein            | deutscher Priester, Komponist, Sänger und Lateinschul-Rektor          |       |       |
|     | Leonhard Wagner        | Kalligraph der späten deutschen Renaissance                           |       |       |
|     | Veit Werler            | deutscher Humanist und Philologe                                      |       |       |
|     | Xicoténcatl der Ältere | Kazike der Tlaxcalteken                                               |       |       |